# Eleccions a les Juntes Generals del País Basc de 2011
Les eleccions a les Juntes Generals del País Basc de 2011 es van celebrar el 22 de maig de 2011, escollint als membres de les Juntes Generals d'Àlaba, de Guipúscoa i de Biscaia. Després d'aquestes votacions el panorama polític es diversifica molt, a diferència del que esdevé a nivell estatal. El Partit Nacionalista Basc és la primera força i aconsegueix la Diputació de Biscaia, Bildu ho fa a Guipúscoa i el Partit Popular a Àlaba, en els tres casos amb majoria simple. Mentrestant, el Partit Socialista d'Euskadi-Euskadiko Ezkerra es manté en el Govern Basc amb el suport del PP (havent estat la segona i tercera força, respectivament, en les eleccions de 2009).
Al llarg de la mateixa jornada, es van celebrar també eleccions a la majoria dels Parlaments Autonòmics d'Espanya (amb excepció dels parlaments d'Euskadi, Galícia, Catalunya i Andalusia); als Cabildos Insulars canaris; als Consells Insulars de Balears; al Consell General d'Aran; i als concejos de Navarra; així com les eleccions municipals.

## Candidats
En la següent taula es mostren els candidats a les Juntes Generals del País Basc, per part de les formacions polítiques que comptaven amb representació abans de les eleccions:
| Lurralde i Diputat General en l'anterior legislatura | Candidats | Observacions |
| ---------------------------------------------------- | --- | --- |
| Àlaba Xabier Agirre López (EAJ-PNV)                  | - PP: Javier de Andrés - PSE-EE: Txarli Prieto - EAJ-PNV/H1!: Xabier Agirre López - EB-B: Nerea Gálvez - Aralar: Iñaki Aldekoa - Bildu: no presenta candidat formal - Altres candidatures: B-LV, PUM+J, UPyD.                                  | - Aquest cop el Partit Nacionalista Basc se presenta en coalició amb Hamaikabat. - Ezker Batua-Berdeak i Aralar es presentaren a les eleccions de 2007 en coalició. - Eusko Abertzale Ekintza-Acción Nacionalista Vasca no es presentará aquest cop en haver estat il·legalitzada per la seva relació amb Batasuna, tot i que en les anteriors eleccions només fou legal en dues de les circumscripcions d'aquest lurralde. - Eusko Alkartasuna es presenta aquest cop dins la coalició Bildu junt amb Alternatiba (escissió d'EB-B), Araba Bai (escissió d'Aralar) i independents de l'esquerra abertzale. |
| Guipúscoa Markel Olano Arrese (EAJ-PNV)              | - PSE-EE: Miguel Buen Lacambra - EAJ-PNV: Markel Olano Arrese - H1!: Pello González - PP: Juan Carlos Cano - EB-B: Mikel Izagirre - Aralar: Rebeka Ubera - Bildu: Martín Garitano - Altres candidatures: Plazandreok, B-LV, PLIN, PUM+J, UPyD. | - Eusko Alkartasuna es presenta aquest cop dins la coalició Bildu junt amb Alternatiba (escissió d'EB-B), Araba Bai (escissió d'Aralar) i independents de l'esquerra abertzale. - Hamaikabat es presenta per primer cop en solitari després d'escindir-se d'EA. - Ezker Batua-Berdeak i Aralar es presentaren a les eleccions de 2007 en coalició. |
| Biscaia José Luis Bilbao Eguren (EAJ-PNV)            | - EAJ-PNV: José Luis Bilbao Eguren - PSE-EE: Jose Antonio Pastor - PP: Esther Martínez - EB-B: Julia Madrazo - Aralar: Iosu Murgia - Bildu: Zuriñe Gaintza - Altres candidatures: B-LV, PH, EKA-PC, PSyV, PUM+J, UPyD.                         | - Ezker Batua-Berdeak i Aralar es presentaren a les eleccions de 2007 en coalició. - Eusko Abertzale Ekintza-Acción Nacionalista Vasca no es presentará aquest cop en haver estat il·legalitzada per la seva relació amb Batasuna, tot i que a les anteriors eleccions només fou legal a Enkarterri. - Eusko Alkartasuna es presenta aquest cop dins la coalició Bildu junt amb Alternatiba (escissió d'EB-B), Araba Bai (escissió d'Aralar) i independents de l'esquerra abertzale. |

## Resultats electorals
Per optar al repartiment d'escons en una circumscripció, la candidatura ha d'obtenir almenys el 3% dels vots vàlids emesos en aquesta circumscripció.
El Diputat General és elegit pels membres de les Juntes Generals un cop constituïdes (entre l'1 i el 25 de juny).
| ← Eleccions a les Juntes Generals del País Basc de 2011 →                                            | |             |         |        |        |      |
| Lurralde                                                                                             | Diputat general i govern | Partit      | Vots    | %      | Escons | +/-  |
| Àlaba 51 procuradors - Vitoria-Gazteiz: 38 - Zuia, Agurain, Añana, Kampezu i Laguardia: 7 - Aiara: 6 | - Diputat general: Javier de Andrés (PP) - Govern: PP (en minoria) - Cens: 245.785 - Abstenció: 89.498 (36,41%) - Nuls: 3.611 (2,31%) - En blanc: 4.212 (2,70%)                    | PP          | 39.631  | 25,96% | 16     | 1    |
| Àlaba 51 procuradors - Vitoria-Gazteiz: 38 - Zuia, Agurain, Añana, Kampezu i Laguardia: 7 - Aiara: 6 | - Diputat general: Javier de Andrés (PP) - Govern: PP (en minoria) - Cens: 245.785 - Abstenció: 89.498 (36,41%) - Nuls: 3.611 (2,31%) - En blanc: 4.212 (2,70%)                    | EAJ-PNV/H1! | 36.196  | 23,71% | 13     | 1    |
| Àlaba 51 procuradors - Vitoria-Gazteiz: 38 - Zuia, Agurain, Añana, Kampezu i Laguardia: 7 - Aiara: 6 | - Diputat general: Javier de Andrés (PP) - Govern: PP (en minoria) - Cens: 245.785 - Abstenció: 89.498 (36,41%) - Nuls: 3.611 (2,31%) - En blanc: 4.212 (2,70%)                    | Bildu       | 31.998  | 20,96% | 11     | 9 a  |
| Àlaba 51 procuradors - Vitoria-Gazteiz: 38 - Zuia, Agurain, Añana, Kampezu i Laguardia: 7 - Aiara: 6 | - Diputat general: Javier de Andrés (PP) - Govern: PP (en minoria) - Cens: 245.785 - Abstenció: 89.498 (36,41%) - Nuls: 3.611 (2,31%) - En blanc: 4.212 (2,70%)                    | PSE-EE      | 24.879  | 16,30% | 9      | 5    |
| Àlaba 51 procuradors - Vitoria-Gazteiz: 38 - Zuia, Agurain, Añana, Kampezu i Laguardia: 7 - Aiara: 6 | - Diputat general: Javier de Andrés (PP) - Govern: PP (en minoria) - Cens: 245.785 - Abstenció: 89.498 (36,41%) - Nuls: 3.611 (2,31%) - En blanc: 4.212 (2,70%)                    | EB-B        | 6.258   | 4,10%  | 2      | 1    |
| Àlaba 51 procuradors - Vitoria-Gazteiz: 38 - Zuia, Agurain, Añana, Kampezu i Laguardia: 7 - Aiara: 6 | - Diputat general: Javier de Andrés (PP) - Govern: PP (en minoria) - Cens: 245.785 - Abstenció: 89.498 (36,41%) - Nuls: 3.611 (2,31%) - En blanc: 4.212 (2,70%)                    | Aralar      | 4.168   | 2,73%  | 0      | 1    |
| Àlaba 51 procuradors - Vitoria-Gazteiz: 38 - Zuia, Agurain, Añana, Kampezu i Laguardia: 7 - Aiara: 6 | - Diputat general: Javier de Andrés (PP) - Govern: PP (en minoria) - Cens: 245.785 - Abstenció: 89.498 (36,41%) - Nuls: 3.611 (2,31%) - En blanc: 4.212 (2,70%)                    | Altres      | 5.330   | 3,49%  | ---    | ---  |
| Àlaba 51 procuradors - Vitoria-Gazteiz: 38 - Zuia, Agurain, Añana, Kampezu i Laguardia: 7 - Aiara: 6 | - Diputat general: Javier de Andrés (PP) - Govern: PP (en minoria) - Cens: 245.785 - Abstenció: 89.498 (36,41%) - Nuls: 3.611 (2,31%) - En blanc: 4.212 (2,70%)                    | EAE-ANV     | ---     | ---    | ---    | 4    |
| Guipúscoa 51 junteros - Donostialdea: 17 - Bidasoa-Oiartzun: 11 - Deba-Urola: 14 - Oria: 9           | - Diputat general: Martín Garitano (Bildu) - Govern: Bildu (en minoria) - Cens: 554.878 - Abstenció: 207.106 (37,32%) - Nuls: 4.068 (1,17%) - En blanc: 7.596 (2,21%)              | Bildu       | 119.094 | 34,65% | 22     | 15 a |
| Guipúscoa 51 junteros - Donostialdea: 17 - Bidasoa-Oiartzun: 11 - Deba-Urola: 14 - Oria: 9           | - Diputat general: Martín Garitano (Bildu) - Govern: Bildu (en minoria) - Cens: 554.878 - Abstenció: 207.106 (37,32%) - Nuls: 4.068 (1,17%) - En blanc: 7.596 (2,21%)              | EAJ-PNV     | 80.855  | 23,52% | 14     | 2    |
| Guipúscoa 51 junteros - Donostialdea: 17 - Bidasoa-Oiartzun: 11 - Deba-Urola: 14 - Oria: 9           | - Diputat general: Martín Garitano (Bildu) - Govern: Bildu (en minoria) - Cens: 554.878 - Abstenció: 207.106 (37,32%) - Nuls: 4.068 (1,17%) - En blanc: 7.596 (2,21%)              | PSE-EE      | 58.931  | 17,15% | 10     | 6    |
| Guipúscoa 51 junteros - Donostialdea: 17 - Bidasoa-Oiartzun: 11 - Deba-Urola: 14 - Oria: 9           | - Diputat general: Martín Garitano (Bildu) - Govern: Bildu (en minoria) - Cens: 554.878 - Abstenció: 207.106 (37,32%) - Nuls: 4.068 (1,17%) - En blanc: 7.596 (2,21%)              | PP          | 34.209  | 9,95%  | 4      | 2    |
| Guipúscoa 51 junteros - Donostialdea: 17 - Bidasoa-Oiartzun: 11 - Deba-Urola: 14 - Oria: 9           | - Diputat general: Martín Garitano (Bildu) - Govern: Bildu (en minoria) - Cens: 554.878 - Abstenció: 207.106 (37,32%) - Nuls: 4.068 (1,17%) - En blanc: 7.596 (2,21%)              | Aralar      | 17.230  | 5,01%  | 1      | 1    |
| Guipúscoa 51 junteros - Donostialdea: 17 - Bidasoa-Oiartzun: 11 - Deba-Urola: 14 - Oria: 9           | - Diputat general: Martín Garitano (Bildu) - Govern: Bildu (en minoria) - Cens: 554.878 - Abstenció: 207.106 (37,32%) - Nuls: 4.068 (1,17%) - En blanc: 7.596 (2,21%)              | EB-B        | 9.014   | 2,62%  | 0      | 4    |
| Guipúscoa 51 junteros - Donostialdea: 17 - Bidasoa-Oiartzun: 11 - Deba-Urola: 14 - Oria: 9           | - Diputat general: Martín Garitano (Bildu) - Govern: Bildu (en minoria) - Cens: 554.878 - Abstenció: 207.106 (37,32%) - Nuls: 4.068 (1,17%) - En blanc: 7.596 (2,21%)              | H1!         | 8.662   | 2,52%  | 0      | =    |
| Guipúscoa 51 junteros - Donostialdea: 17 - Bidasoa-Oiartzun: 11 - Deba-Urola: 14 - Oria: 9           | - Diputat general: Martín Garitano (Bildu) - Govern: Bildu (en minoria) - Cens: 554.878 - Abstenció: 207.106 (37,32%) - Nuls: 4.068 (1,17%) - En blanc: 7.596 (2,21%)              | Altres      | 8.126   | 2,37%  | ---    | ---  |
| Biscaia 51 apoderats - Bilbao: 16 - Encartaciones: 13 - Busturia-Uribe: 13 - Durango-Arratia: 9      | - Diputat general: José Luis Bilbao Eguren (EAJ-PNV) - Govern: EAJ-PNV (en minoria) - Cens: 921.383 - Abstenció: 331.996 (36,03%) - Nuls: 8.221 (1,39%) - En blanc: 12.925 (2,19%) | EAJ-PNV     | 216.273 | 37,21% | 22     | 1    |
| Biscaia 51 apoderats - Bilbao: 16 - Encartaciones: 13 - Busturia-Uribe: 13 - Durango-Arratia: 9      | - Diputat general: José Luis Bilbao Eguren (EAJ-PNV) - Govern: EAJ-PNV (en minoria) - Cens: 921.383 - Abstenció: 331.996 (36,03%) - Nuls: 8.221 (1,39%) - En blanc: 12.925 (2,19%) | Bildu       | 122.056 | 21,00% | 12     | 11 a |
| Biscaia 51 apoderats - Bilbao: 16 - Encartaciones: 13 - Busturia-Uribe: 13 - Durango-Arratia: 9      | - Diputat general: José Luis Bilbao Eguren (EAJ-PNV) - Govern: EAJ-PNV (en minoria) - Cens: 921.383 - Abstenció: 331.996 (36,03%) - Nuls: 8.221 (1,39%) - En blanc: 12.925 (2,19%) | PSE-EE      | 96.980  | 16,69% | 9      | 5    |
| Biscaia 51 apoderats - Bilbao: 16 - Encartaciones: 13 - Busturia-Uribe: 13 - Durango-Arratia: 9      | - Diputat general: José Luis Bilbao Eguren (EAJ-PNV) - Govern: EAJ-PNV (en minoria) - Cens: 921.383 - Abstenció: 331.996 (36,03%) - Nuls: 8.221 (1,39%) - En blanc: 12.925 (2,19%) | PP          | 80.203  | 13,80% | 8      | =    |
| Biscaia 51 apoderats - Bilbao: 16 - Encartaciones: 13 - Busturia-Uribe: 13 - Durango-Arratia: 9      | - Diputat general: José Luis Bilbao Eguren (EAJ-PNV) - Govern: EAJ-PNV (en minoria) - Cens: 921.383 - Abstenció: 331.996 (36,03%) - Nuls: 8.221 (1,39%) - En blanc: 12.925 (2,19%) | EB-B        | 20.467  | 3,52%  | 0      | 3    |
| Biscaia 51 apoderats - Bilbao: 16 - Encartaciones: 13 - Busturia-Uribe: 13 - Durango-Arratia: 9      | - Diputat general: José Luis Bilbao Eguren (EAJ-PNV) - Govern: EAJ-PNV (en minoria) - Cens: 921.383 - Abstenció: 331.996 (36,03%) - Nuls: 8.221 (1,39%) - En blanc: 12.925 (2,19%) | Aralar      | 15.829  | 2,72%  | 0      | 1    |
| Biscaia 51 apoderats - Bilbao: 16 - Encartaciones: 13 - Busturia-Uribe: 13 - Durango-Arratia: 9      | - Diputat general: José Luis Bilbao Eguren (EAJ-PNV) - Govern: EAJ-PNV (en minoria) - Cens: 921.383 - Abstenció: 331.996 (36,03%) - Nuls: 8.221 (1,39%) - En blanc: 12.925 (2,19%) | Altres      | 16.430  | 2,83%  | ---    | ---  |
| Biscaia 51 apoderats - Bilbao: 16 - Encartaciones: 13 - Busturia-Uribe: 13 - Durango-Arratia: 9      | - Diputat general: José Luis Bilbao Eguren (EAJ-PNV) - Govern: EAJ-PNV (en minoria) - Cens: 921.383 - Abstenció: 331.996 (36,03%) - Nuls: 8.221 (1,39%) - En blanc: 12.925 (2,19%) | EAE-ANV     | ---     | ---    | ---    | 1    |

a Respecte a Eusko Alkartasuna.

## Resultats electorals per circumscripcions

### Àlaba
| ← Eleccions a les Juntes Generals d'Àlaba de 2011 →     | |             |        |        |             |     |
| Quadrilla                                               | Cens | Partit      | Vots   | %      | Procuradors | +/- |
| Aiara 6 procuradors                                     | - Cens: 27.962 - Votants: 19.013 (68,00%) - Abstenció: 8.949 (32,00%) - Nuls: 417 (2,19%) - Vàlids: 18.596 - Blancs: 479 (2,52%) - A candidatures: 18.117 (95,29%)          | EAJ-PNV/H1! | 6.391  | 35,28% | 3           | =   |
| Aiara 6 procuradors                                     | - Cens: 27.962 - Votants: 19.013 (68,00%) - Abstenció: 8.949 (32,00%) - Nuls: 417 (2,19%) - Vàlids: 18.596 - Blancs: 479 (2,52%) - A candidatures: 18.117 (95,29%)          | Bildu       | 6.104  | 33,69% | 2           | 1 a |
| Aiara 6 procuradors                                     | - Cens: 27.962 - Votants: 19.013 (68,00%) - Abstenció: 8.949 (32,00%) - Nuls: 417 (2,19%) - Vàlids: 18.596 - Blancs: 479 (2,52%) - A candidatures: 18.117 (95,29%)          | PP          | 2.320  | 12,81% | 1           | =   |
| Aiara 6 procuradors                                     | - Cens: 27.962 - Votants: 19.013 (68,00%) - Abstenció: 8.949 (32,00%) - Nuls: 417 (2,19%) - Vàlids: 18.596 - Blancs: 479 (2,52%) - A candidatures: 18.117 (95,29%)          | PSE-EE      | 2.086  | 11,51% | 0           | 1   |
| Aiara 6 procuradors                                     | - Cens: 27.962 - Votants: 19.013 (68,00%) - Abstenció: 8.949 (32,00%) - Nuls: 417 (2,19%) - Vàlids: 18.596 - Blancs: 479 (2,52%) - A candidatures: 18.117 (95,29%)          | Aralar      | 570    | 3,15%  | 0           | =   |
| Aiara 6 procuradors                                     | - Cens: 27.962 - Votants: 19.013 (68,00%) - Abstenció: 8.949 (32,00%) - Nuls: 417 (2,19%) - Vàlids: 18.596 - Blancs: 479 (2,52%) - A candidatures: 18.117 (95,29%)          | EB-B        | 395    | 2,18%  | 0           | =   |
| Aiara 6 procuradors                                     | - Cens: 27.962 - Votants: 19.013 (68,00%) - Abstenció: 8.949 (32,00%) - Nuls: 417 (2,19%) - Vàlids: 18.596 - Blancs: 479 (2,52%) - A candidatures: 18.117 (95,29%)          | Altres      | 251    | 1,39%  | ---         | --- |
| Vitoria-Gasteiz 38 procuradors                          | - Cens: 182.865 - Votants: 112.493 (61,52%) - Abstenció: 70.372 (38,48%) - Nuls: 2.612 (2,32%) - Vàlids: 109.881 - Blancs: 3.128 (2,78%) - A candidatures: 106.753 (94,90%) | PP          | 31.932 | 29,91% | 13          | 1   |
| Vitoria-Gasteiz 38 procuradors                          | - Cens: 182.865 - Votants: 112.493 (61,52%) - Abstenció: 70.372 (38,48%) - Nuls: 2.612 (2,32%) - Vàlids: 109.881 - Blancs: 3.128 (2,78%) - A candidatures: 106.753 (94,90%) | EAJ-PNV/H1! | 22.085 | 20,69% | 8           | =   |
| Vitoria-Gasteiz 38 procuradors                          | - Cens: 182.865 - Votants: 112.493 (61,52%) - Abstenció: 70.372 (38,48%) - Nuls: 2.612 (2,32%) - Vàlids: 109.881 - Blancs: 3.128 (2,78%) - A candidatures: 106.753 (94,90%) | PSE-EE      | 20.213 | 18,93% | 8           | 4   |
| Vitoria-Gasteiz 38 procuradors                          | - Cens: 182.865 - Votants: 112.493 (61,52%) - Abstenció: 70.372 (38,48%) - Nuls: 2.612 (2,32%) - Vàlids: 109.881 - Blancs: 3.128 (2,78%) - A candidatures: 106.753 (94,90%) | Bildu       | 19.456 | 18,23% | 7           | 6 a |
| Vitoria-Gasteiz 38 procuradors                          | - Cens: 182.865 - Votants: 112.493 (61,52%) - Abstenció: 70.372 (38,48%) - Nuls: 2.612 (2,32%) - Vàlids: 109.881 - Blancs: 3.128 (2,78%) - A candidatures: 106.753 (94,90%) | EB-B        | 5.419  | 5,08%  | 2           | 1   |
| Vitoria-Gasteiz 38 procuradors                          | - Cens: 182.865 - Votants: 112.493 (61,52%) - Abstenció: 70.372 (38,48%) - Nuls: 2.612 (2,32%) - Vàlids: 109.881 - Blancs: 3.128 (2,78%) - A candidatures: 106.753 (94,90%) | Aralar      | 2.968  | 2,78%  | 0           | 1   |
| Vitoria-Gasteiz 38 procuradors                          | - Cens: 182.865 - Votants: 112.493 (61,52%) - Abstenció: 70.372 (38,48%) - Nuls: 2.612 (2,32%) - Vàlids: 109.881 - Blancs: 3.128 (2,78%) - A candidatures: 106.753 (94,90%) | UPyD        | 2.751  | 2,58%  | 0           | =   |
| Vitoria-Gasteiz 38 procuradors                          | - Cens: 182.865 - Votants: 112.493 (61,52%) - Abstenció: 70.372 (38,48%) - Nuls: 2.612 (2,32%) - Vàlids: 109.881 - Blancs: 3.128 (2,78%) - A candidatures: 106.753 (94,90%) | Altres      | 1.929  | 1,68%  | ---         | --- |
| Vitoria-Gasteiz 38 procuradors                          | - Cens: 182.865 - Votants: 112.493 (61,52%) - Abstenció: 70.372 (38,48%) - Nuls: 2.612 (2,32%) - Vàlids: 109.881 - Blancs: 3.128 (2,78%) - A candidatures: 106.753 (94,90%) | EAE-ANV     | ---    | ---    | ---         | 3   |
| Zuia, Agurain, Añana, Kampezu i Laguardia 7 procuradors | - Cens: 34.954 - Votants: 24.777 (70,88%) - Abstenció: 10.177 (29,12%) - Nuls: 582 (2,35%) - Vàlids: 24.195 - Blancs: 605 (2,44%) - A candidatures: 23.590 (95,21%)         | EAJ-PNV/H1! | 7.720  | 32,73% | 2           | 1   |
| Zuia, Agurain, Añana, Kampezu i Laguardia 7 procuradors | - Cens: 34.954 - Votants: 24.777 (70,88%) - Abstenció: 10.177 (29,12%) - Nuls: 582 (2,35%) - Vàlids: 24.195 - Blancs: 605 (2,44%) - A candidatures: 23.590 (95,21%)         | Bildu       | 6.438  | 27,29% | 2           | 2 a |
| Zuia, Agurain, Añana, Kampezu i Laguardia 7 procuradors | - Cens: 34.954 - Votants: 24.777 (70,88%) - Abstenció: 10.177 (29,12%) - Nuls: 582 (2,35%) - Vàlids: 24.195 - Blancs: 605 (2,44%) - A candidatures: 23.590 (95,21%)         | PP          | 5.379  | 22,80% | 2           | =   |
| Zuia, Agurain, Añana, Kampezu i Laguardia 7 procuradors | - Cens: 34.954 - Votants: 24.777 (70,88%) - Abstenció: 10.177 (29,12%) - Nuls: 582 (2,35%) - Vàlids: 24.195 - Blancs: 605 (2,44%) - A candidatures: 23.590 (95,21%)         | PSE-EE      | 2.580  | 10,94% | 1           | =   |
| Zuia, Agurain, Añana, Kampezu i Laguardia 7 procuradors | - Cens: 34.954 - Votants: 24.777 (70,88%) - Abstenció: 10.177 (29,12%) - Nuls: 582 (2,35%) - Vàlids: 24.195 - Blancs: 605 (2,44%) - A candidatures: 23.590 (95,21%)         | Aralar      | 630    | 2,67%  | 0           | =   |
| Zuia, Agurain, Añana, Kampezu i Laguardia 7 procuradors | - Cens: 34.954 - Votants: 24.777 (70,88%) - Abstenció: 10.177 (29,12%) - Nuls: 582 (2,35%) - Vàlids: 24.195 - Blancs: 605 (2,44%) - A candidatures: 23.590 (95,21%)         | EB-B        | 444    | 1,88%  | 0           | =   |
| Zuia, Agurain, Añana, Kampezu i Laguardia 7 procuradors | - Cens: 34.954 - Votants: 24.777 (70,88%) - Abstenció: 10.177 (29,12%) - Nuls: 582 (2,35%) - Vàlids: 24.195 - Blancs: 605 (2,44%) - A candidatures: 23.590 (95,21%)         | Altres      | 399    | 1,69%  | ---         | --- |
| Zuia, Agurain, Añana, Kampezu i Laguardia 7 procuradors | - Cens: 34.954 - Votants: 24.777 (70,88%) - Abstenció: 10.177 (29,12%) - Nuls: 582 (2,35%) - Vàlids: 24.195 - Blancs: 605 (2,44%) - A candidatures: 23.590 (95,21%)         | EAE-ANV     | ---    | ---    | ---         | 1   |

a Respecte a Eusko Alkartasuna.

### Guipúscoa
| ← Eleccions a les Juntes Generals de Guipúscoa de 2011 → | |         |        |        |          |     |
| Comarques                                                | Cens | Partit  | Vots   | %      | Junteros | +/- |
| Bidasoa-Oiartzun 11 junteros                             | - Cens: 115.552 - Votants: 66.070 (57,18%) - Abstenció: 49.482 (42,82%) - Nuls: 1.048 (1,59%) - Vàlids: 65.022 - Blancs: 1.760 (2,66%) - A candidatures: 63.262 (95,75%)    | Bildu   | 19.600 | 30,98% | 4        | 3 a |
| Bidasoa-Oiartzun 11 junteros                             | - Cens: 115.552 - Votants: 66.070 (57,18%) - Abstenció: 49.482 (42,82%) - Nuls: 1.048 (1,59%) - Vàlids: 65.022 - Blancs: 1.760 (2,66%) - A candidatures: 63.262 (95,75%)    | PSE-EE  | 14.584 | 23,05% | 3        | 2   |
| Bidasoa-Oiartzun 11 junteros                             | - Cens: 115.552 - Votants: 66.070 (57,18%) - Abstenció: 49.482 (42,82%) - Nuls: 1.048 (1,59%) - Vàlids: 65.022 - Blancs: 1.760 (2,66%) - A candidatures: 63.262 (95,75%)    | EAJ-PNV | 12.636 | 19,97% | 3        | =   |
| Bidasoa-Oiartzun 11 junteros                             | - Cens: 115.552 - Votants: 66.070 (57,18%) - Abstenció: 49.482 (42,82%) - Nuls: 1.048 (1,59%) - Vàlids: 65.022 - Blancs: 1.760 (2,66%) - A candidatures: 63.262 (95,75%)    | PP      | 7.692  | 12,16% | 1        | =   |
| Bidasoa-Oiartzun 11 junteros                             | - Cens: 115.552 - Votants: 66.070 (57,18%) - Abstenció: 49.482 (42,82%) - Nuls: 1.048 (1,59%) - Vàlids: 65.022 - Blancs: 1.760 (2,66%) - A candidatures: 63.262 (95,75%)    | EB-B    | 2.578  | 4,08%  | 0        | 1   |
| Bidasoa-Oiartzun 11 junteros                             | - Cens: 115.552 - Votants: 66.070 (57,18%) - Abstenció: 49.482 (42,82%) - Nuls: 1.048 (1,59%) - Vàlids: 65.022 - Blancs: 1.760 (2,66%) - A candidatures: 63.262 (95,75%)    | Aralar  | 2.264  | 3,58%  | 0        | =   |
| Bidasoa-Oiartzun 11 junteros                             | - Cens: 115.552 - Votants: 66.070 (57,18%) - Abstenció: 49.482 (42,82%) - Nuls: 1.048 (1,59%) - Vàlids: 65.022 - Blancs: 1.760 (2,66%) - A candidatures: 63.262 (95,75%)    | H1!     | 1.716  | 2,71%  | 0        | =   |
| Bidasoa-Oiartzun 11 junteros                             | - Cens: 115.552 - Votants: 66.070 (57,18%) - Abstenció: 49.482 (42,82%) - Nuls: 1.048 (1,59%) - Vàlids: 65.022 - Blancs: 1.760 (2,66%) - A candidatures: 63.262 (95,75%)    | UPyD    | 947    | 1,50%  | 0        | =   |
| Bidasoa-Oiartzun 11 junteros                             | - Cens: 115.552 - Votants: 66.070 (57,18%) - Abstenció: 49.482 (42,82%) - Nuls: 1.048 (1,59%) - Vàlids: 65.022 - Blancs: 1.760 (2,66%) - A candidatures: 63.262 (95,75%)    | Altres  | 1.245  | 1,97%  | ---      | --- |
| Deba-Urola 14 junteros                                   | - Cens: 149.869 - Votants: 100.227 (65,88%) - Abstenció: 49.642 (33,12%) - Nuls: 1.014 (1,01%) - Vàlids: 99.213 - Blancs: 1.491 (1,49%) - A candidatures: 97.722 (97,50%)   | Bildu   | 40.869 | 41,82% | 7        | 5 a |
| Deba-Urola 14 junteros                                   | - Cens: 149.869 - Votants: 100.227 (65,88%) - Abstenció: 49.642 (33,12%) - Nuls: 1.014 (1,01%) - Vàlids: 99.213 - Blancs: 1.491 (1,49%) - A candidatures: 97.722 (97,50%)   | EAJ-PNV | 28.166 | 28,82% | 4        | 2   |
| Deba-Urola 14 junteros                                   | - Cens: 149.869 - Votants: 100.227 (65,88%) - Abstenció: 49.642 (33,12%) - Nuls: 1.014 (1,01%) - Vàlids: 99.213 - Blancs: 1.491 (1,49%) - A candidatures: 97.722 (97,50%)   | PSE-EE  | 12.561 | 12,85% | 2        | 1   |
| Deba-Urola 14 junteros                                   | - Cens: 149.869 - Votants: 100.227 (65,88%) - Abstenció: 49.642 (33,12%) - Nuls: 1.014 (1,01%) - Vàlids: 99.213 - Blancs: 1.491 (1,49%) - A candidatures: 97.722 (97,50%)   | Aralar  | 6.307  | 6,45%  | 1        | =   |
| Deba-Urola 14 junteros                                   | - Cens: 149.869 - Votants: 100.227 (65,88%) - Abstenció: 49.642 (33,12%) - Nuls: 1.014 (1,01%) - Vàlids: 99.213 - Blancs: 1.491 (1,49%) - A candidatures: 97.722 (97,50%)   | PP      | 5.297  | 5,42%  | 0        | 1   |
| Deba-Urola 14 junteros                                   | - Cens: 149.869 - Votants: 100.227 (65,88%) - Abstenció: 49.642 (33,12%) - Nuls: 1.014 (1,01%) - Vàlids: 99.213 - Blancs: 1.491 (1,49%) - A candidatures: 97.722 (97,50%)   | EB-B    | 2.013  | 2,06%  | 0        | 1   |
| Deba-Urola 14 junteros                                   | - Cens: 149.869 - Votants: 100.227 (65,88%) - Abstenció: 49.642 (33,12%) - Nuls: 1.014 (1,01%) - Vàlids: 99.213 - Blancs: 1.491 (1,49%) - A candidatures: 97.722 (97,50%)   | H1!     | 1.798  | 1,84%  | 0        | =   |
| Deba-Urola 14 junteros                                   | - Cens: 149.869 - Votants: 100.227 (65,88%) - Abstenció: 49.642 (33,12%) - Nuls: 1.014 (1,01%) - Vàlids: 99.213 - Blancs: 1.491 (1,49%) - A candidatures: 97.722 (97,50%)   | Altres  | 711    | 0,73%  | ---      | --- |
| Donostialdea 17 junteros                                 | - Cens: 188.982 - Votants: 114.627 (60,65%) - Abstenció: 74.355 (39,35%) - Nuls: 1.341 (1,17%) - Vàlids: 113.286 - Blancs: 3.087 (2,69%) - A candidatures: 110.199 (96,14%) | Bildu   | 31.043 | 28,17% | 6        | 4 a |
| Donostialdea 17 junteros                                 | - Cens: 188.982 - Votants: 114.627 (60,65%) - Abstenció: 74.355 (39,35%) - Nuls: 1.341 (1,17%) - Vàlids: 113.286 - Blancs: 3.087 (2,69%) - A candidatures: 110.199 (96,14%) | PSE-EE  | 23.227 | 21,08% | 4        | 2   |
| Donostialdea 17 junteros                                 | - Cens: 188.982 - Votants: 114.627 (60,65%) - Abstenció: 74.355 (39,35%) - Nuls: 1.341 (1,17%) - Vàlids: 113.286 - Blancs: 3.087 (2,69%) - A candidatures: 110.199 (96,14%) | EAJ-PNV | 22.402 | 20,33% | 4        | 1   |
| Donostialdea 17 junteros                                 | - Cens: 188.982 - Votants: 114.627 (60,65%) - Abstenció: 74.355 (39,35%) - Nuls: 1.341 (1,17%) - Vàlids: 113.286 - Blancs: 3.087 (2,69%) - A candidatures: 110.199 (96,14%) | PP      | 17.752 | 16,11% | 3        | 1   |
| Donostialdea 17 junteros                                 | - Cens: 188.982 - Votants: 114.627 (60,65%) - Abstenció: 74.355 (39,35%) - Nuls: 1.341 (1,17%) - Vàlids: 113.286 - Blancs: 3.087 (2,69%) - A candidatures: 110.199 (96,14%) | Aralar  | 5.173  | 4,69%  | 0        | =   |
| Donostialdea 17 junteros                                 | - Cens: 188.982 - Votants: 114.627 (60,65%) - Abstenció: 74.355 (39,35%) - Nuls: 1.341 (1,17%) - Vàlids: 113.286 - Blancs: 3.087 (2,69%) - A candidatures: 110.199 (96,14%) | EB-B    | 3.075  | 2,79%  | 0        | 2   |
| Donostialdea 17 junteros                                 | - Cens: 188.982 - Votants: 114.627 (60,65%) - Abstenció: 74.355 (39,35%) - Nuls: 1.341 (1,17%) - Vàlids: 113.286 - Blancs: 3.087 (2,69%) - A candidatures: 110.199 (96,14%) | H1!     | 2.902  | 2,63%  | 0        | =   |
| Donostialdea 17 junteros                                 | - Cens: 188.982 - Votants: 114.627 (60,65%) - Abstenció: 74.355 (39,35%) - Nuls: 1.341 (1,17%) - Vàlids: 113.286 - Blancs: 3.087 (2,69%) - A candidatures: 110.199 (96,14%) | UPyD    | 1.539  | 1,40%  | 0        | =   |
| Donostialdea 17 junteros                                 | - Cens: 188.982 - Votants: 114.627 (60,65%) - Abstenció: 74.355 (39,35%) - Nuls: 1.341 (1,17%) - Vàlids: 113.286 - Blancs: 3.087 (2,69%) - A candidatures: 110.199 (96,14%) | Altres  | 3.086  | 2,80%  | ---      | --- |
| Oria 9 junteros                                          | - Cens: 100.475 - Votants: 66.848 (66,53%) - Abstenció: 33.627 (33,47%) - Nuls: 665 (0,99%) - Vàlids: 66.183 - Blancs: 1.254 (1,88%) - A candidatures: 64.929 (97,13%)      | Bildu   | 27.572 | 42,46% | 5        | 3 a |
| Oria 9 junteros                                          | - Cens: 100.475 - Votants: 66.848 (66,53%) - Abstenció: 33.627 (33,47%) - Nuls: 665 (0,99%) - Vàlids: 66.183 - Blancs: 1.254 (1,88%) - A candidatures: 64.929 (97,13%)      | EAJ-PNV | 17.634 | 27,16% | 3        | 1   |
| Oria 9 junteros                                          | - Cens: 100.475 - Votants: 66.848 (66,53%) - Abstenció: 33.627 (33,47%) - Nuls: 665 (0,99%) - Vàlids: 66.183 - Blancs: 1.254 (1,88%) - A candidatures: 64.929 (97,13%)      | PSE-EE  | 8.575  | 13,21% | 1        | 1   |
| Oria 9 junteros                                          | - Cens: 100.475 - Votants: 66.848 (66,53%) - Abstenció: 33.627 (33,47%) - Nuls: 665 (0,99%) - Vàlids: 66.183 - Blancs: 1.254 (1,88%) - A candidatures: 64.929 (97,13%)      | Aralar  | 3.479  | 5,36%  | 0        | 1   |
| Oria 9 junteros                                          | - Cens: 100.475 - Votants: 66.848 (66,53%) - Abstenció: 33.627 (33,47%) - Nuls: 665 (0,99%) - Vàlids: 66.183 - Blancs: 1.254 (1,88%) - A candidatures: 64.929 (97,13%)      | PP      | 3.469  | 5,34%  | 0        | =   |
| Oria 9 junteros                                          | - Cens: 100.475 - Votants: 66.848 (66,53%) - Abstenció: 33.627 (33,47%) - Nuls: 665 (0,99%) - Vàlids: 66.183 - Blancs: 1.254 (1,88%) - A candidatures: 64.929 (97,13%)      | H1!     | 2.251  | 3,47%  | 0        | =   |
| Oria 9 junteros                                          | - Cens: 100.475 - Votants: 66.848 (66,53%) - Abstenció: 33.627 (33,47%) - Nuls: 665 (0,99%) - Vàlids: 66.183 - Blancs: 1.254 (1,88%) - A candidatures: 64.929 (97,13%)      | EB-B    | 1.346  | 2,07%  | 0        | =   |
| Oria 9 junteros                                          | - Cens: 100.475 - Votants: 66.848 (66,53%) - Abstenció: 33.627 (33,47%) - Nuls: 665 (0,99%) - Vàlids: 66.183 - Blancs: 1.254 (1,88%) - A candidatures: 64.929 (97,13%)      | Altres  | 603    | 0,94%  | ---      | --- |

a Respecte a Eusko Alkartasuna.

### Biscaia
| ← Eleccions a les Juntes Generals de Biscaia de 2011 → | |         |        |        |           |     |
| Comarques                                              | Cens | Partit  | Vots   | %      | Apoderats | +/- |
| Bilbao 16 apoderats                                    | - Cens: 276.891 - Votants: 169.280 (61,14%) - Abstenció: 107.599 (38,86%) - Nuls: 1.887 (1,11%) - Vàlids: 167.393 - Blancs: 3.935 (2,35%) - A candidatures: 163.458 (96,56%) | EAJ-PNV | 63.604 | 38,91% | 7         | =   |
| Bilbao 16 apoderats                                    | - Cens: 276.891 - Votants: 169.280 (61,14%) - Abstenció: 107.599 (38,86%) - Nuls: 1.887 (1,11%) - Vàlids: 167.393 - Blancs: 3.935 (2,35%) - A candidatures: 163.458 (96,56%) | PP      | 31.393 | 19,21% | 3         | 1   |
| Bilbao 16 apoderats                                    | - Cens: 276.891 - Votants: 169.280 (61,14%) - Abstenció: 107.599 (38,86%) - Nuls: 1.887 (1,11%) - Vàlids: 167.393 - Blancs: 3.935 (2,35%) - A candidatures: 163.458 (96,56%) | PSE-EE  | 26.470 | 16,19% | 3         | 1   |
| Bilbao 16 apoderats                                    | - Cens: 276.891 - Votants: 169.280 (61,14%) - Abstenció: 107.599 (38,86%) - Nuls: 1.887 (1,11%) - Vàlids: 167.393 - Blancs: 3.935 (2,35%) - A candidatures: 163.458 (96,56%) | Bildu   | 24.899 | 15,23% | 3         | 3 a |
| Bilbao 16 apoderats                                    | - Cens: 276.891 - Votants: 169.280 (61,14%) - Abstenció: 107.599 (38,86%) - Nuls: 1.887 (1,11%) - Vàlids: 167.393 - Blancs: 3.935 (2,35%) - A candidatures: 163.458 (96,56%) | EB-B    | 6.586  | 4,03%  | 0         | 1   |
| Bilbao 16 apoderats                                    | - Cens: 276.891 - Votants: 169.280 (61,14%) - Abstenció: 107.599 (38,86%) - Nuls: 1.887 (1,11%) - Vàlids: 167.393 - Blancs: 3.935 (2,35%) - A candidatures: 163.458 (96,56%) | Aralar  | 3.872  | 2,37%  | 0         | =   |
| Bilbao 16 apoderats                                    | - Cens: 276.891 - Votants: 169.280 (61,14%) - Abstenció: 107.599 (38,86%) - Nuls: 1.887 (1,11%) - Vàlids: 167.393 - Blancs: 3.935 (2,35%) - A candidatures: 163.458 (96,56%) | B-LV    | 2.641  | 1,62%  | 0         | =   |
| Bilbao 16 apoderats                                    | - Cens: 276.891 - Votants: 169.280 (61,14%) - Abstenció: 107.599 (38,86%) - Nuls: 1.887 (1,11%) - Vàlids: 167.393 - Blancs: 3.935 (2,35%) - A candidatures: 163.458 (96,56%) | UPyD    | 2.268  | 1,39%  | 0         | =   |
| Bilbao 16 apoderats                                    | - Cens: 276.891 - Votants: 169.280 (61,14%) - Abstenció: 107.599 (38,86%) - Nuls: 1.887 (1,11%) - Vàlids: 167.393 - Blancs: 3.935 (2,35%) - A candidatures: 163.458 (96,56%) | Altres  | 1.725  | 1,06%  | ---       | --- |
| Busturia-Uribe 13 apoderats                            | - Cens: 227.687 - Votants: 156.453 (68,71%) - Abstenció: 71.243 (31,29%) - Nuls: 2.092 (1,34%) - Vàlids: 154.361 - Blancs: 3.169 (2,05%) - A candidatures: 151.192 (96,64%)  | EAJ-PNV | 62.165 | 41,12% | 6         | 1   |
| Busturia-Uribe 13 apoderats                            | - Cens: 227.687 - Votants: 156.453 (68,71%) - Abstenció: 71.243 (31,29%) - Nuls: 2.092 (1,34%) - Vàlids: 154.361 - Blancs: 3.169 (2,05%) - A candidatures: 151.192 (96,64%)  | Bildu   | 43.991 | 29,10% | 4         | 3 a |
| Busturia-Uribe 13 apoderats                            | - Cens: 227.687 - Votants: 156.453 (68,71%) - Abstenció: 71.243 (31,29%) - Nuls: 2.092 (1,34%) - Vàlids: 154.361 - Blancs: 3.169 (2,05%) - A candidatures: 151.192 (96,64%)  | PP      | 19.986 | 13,22% | 2         | =   |
| Busturia-Uribe 13 apoderats                            | - Cens: 227.687 - Votants: 156.453 (68,71%) - Abstenció: 71.243 (31,29%) - Nuls: 2.092 (1,34%) - Vàlids: 154.361 - Blancs: 3.169 (2,05%) - A candidatures: 151.192 (96,64%)  | PSE-EE  | 14.119 | 9,34%  | 1         | 1   |
| Busturia-Uribe 13 apoderats                            | - Cens: 227.687 - Votants: 156.453 (68,71%) - Abstenció: 71.243 (31,29%) - Nuls: 2.092 (1,34%) - Vàlids: 154.361 - Blancs: 3.169 (2,05%) - A candidatures: 151.192 (96,64%)  | Aralar  | 4.726  | 3,13%  | 0         | =   |
| Busturia-Uribe 13 apoderats                            | - Cens: 227.687 - Votants: 156.453 (68,71%) - Abstenció: 71.243 (31,29%) - Nuls: 2.092 (1,34%) - Vàlids: 154.361 - Blancs: 3.169 (2,05%) - A candidatures: 151.192 (96,64%)  | EB-B    | 3.314  | 2,19%  | 0         | 1   |
| Busturia-Uribe 13 apoderats                            | - Cens: 227.687 - Votants: 156.453 (68,71%) - Abstenció: 71.243 (31,29%) - Nuls: 2.092 (1,34%) - Vàlids: 154.361 - Blancs: 3.169 (2,05%) - A candidatures: 151.192 (96,64%)  | B-LV    | 1.779  | 1,18%  | 0         | =   |
| Busturia-Uribe 13 apoderats                            | - Cens: 227.687 - Votants: 156.453 (68,71%) - Abstenció: 71.243 (31,29%) - Nuls: 2.092 (1,34%) - Vàlids: 154.361 - Blancs: 3.169 (2,05%) - A candidatures: 151.192 (96,64%)  | PUM+J   | 839    | 0,55%  | 0         | =   |
| Busturia-Uribe 13 apoderats                            | - Cens: 227.687 - Votants: 156.453 (68,71%) - Abstenció: 71.243 (31,29%) - Nuls: 2.092 (1,34%) - Vàlids: 154.361 - Blancs: 3.169 (2,05%) - A candidatures: 151.192 (96,64%)  | Altres  | 273    | 0,18%  | ---       | --- |
| Durango-Arratia 9 apoderats                            | - Cens: 172.880 - Votants: 112.969 (65,35%) - Abstenció: 59.902 (34,65%) - Nuls: 1.552 (1,37%) - Vàlids: 111.417 - Blancs: 2.207 (1,98%) - A candidatures: 109.210 (96,67%)  | EAJ-PNV | 38.756 | 35,49% | 4         | =   |
| Durango-Arratia 9 apoderats                            | - Cens: 172.880 - Votants: 112.969 (65,35%) - Abstenció: 59.902 (34,65%) - Nuls: 1.552 (1,37%) - Vàlids: 111.417 - Blancs: 2.207 (1,98%) - A candidatures: 109.210 (96,67%)  | Bildu   | 29.788 | 27,28% | 3         | 3 a |
| Durango-Arratia 9 apoderats                            | - Cens: 172.880 - Votants: 112.969 (65,35%) - Abstenció: 59.902 (34,65%) - Nuls: 1.552 (1,37%) - Vàlids: 111.417 - Blancs: 2.207 (1,98%) - A candidatures: 109.210 (96,67%)  | PSE-EE  | 19.197 | 17,58% | 1         | 2   |
| Durango-Arratia 9 apoderats                            | - Cens: 172.880 - Votants: 112.969 (65,35%) - Abstenció: 59.902 (34,65%) - Nuls: 1.552 (1,37%) - Vàlids: 111.417 - Blancs: 2.207 (1,98%) - A candidatures: 109.210 (96,67%)  | PP      | 11.358 | 10,40% | 1         | =   |
| Durango-Arratia 9 apoderats                            | - Cens: 172.880 - Votants: 112.969 (65,35%) - Abstenció: 59.902 (34,65%) - Nuls: 1.552 (1,37%) - Vàlids: 111.417 - Blancs: 2.207 (1,98%) - A candidatures: 109.210 (96,67%)  | EB-B    | 4.077  | 3,73%  | 0         | 1   |
| Durango-Arratia 9 apoderats                            | - Cens: 172.880 - Votants: 112.969 (65,35%) - Abstenció: 59.902 (34,65%) - Nuls: 1.552 (1,37%) - Vàlids: 111.417 - Blancs: 2.207 (1,98%) - A candidatures: 109.210 (96,67%)  | Aralar  | 3.889  | 3,56%  | 0         | =   |
| Durango-Arratia 9 apoderats                            | - Cens: 172.880 - Votants: 112.969 (65,35%) - Abstenció: 59.902 (34,65%) - Nuls: 1.552 (1,37%) - Vàlids: 111.417 - Blancs: 2.207 (1,98%) - A candidatures: 109.210 (96,67%)  | B-LV    | 1.198  | 1,10%  | 0         | =   |
| Durango-Arratia 9 apoderats                            | - Cens: 172.880 - Votants: 112.969 (65,35%) - Abstenció: 59.902 (34,65%) - Nuls: 1.552 (1,37%) - Vàlids: 111.417 - Blancs: 2.207 (1,98%) - A candidatures: 109.210 (96,67%)  | PUM+J   | 488    | 0,45%  | 0         | =   |
| Durango-Arratia 9 apoderats                            | - Cens: 172.880 - Votants: 112.969 (65,35%) - Abstenció: 59.902 (34,65%) - Nuls: 1.552 (1,37%) - Vàlids: 111.417 - Blancs: 2.207 (1,98%) - A candidatures: 109.210 (96,67%)  | Altres  | 459    | 0,42%  | ---       | --- |
| Encartaciones 13 apoderats                             | - Cens: 243.925 - Votants: 150.682 (61,77%) - Abstenció: 93.252 (38,23%) - Nuls: 2.690 (1,79%) - Vàlids: 147.992 - Blancs: 3.614 (2,44%) - A candidatures: 144.378 (95,82%)  | EAJ-PNV | 51.748 | 35,84% | 5         | =   |
| Encartaciones 13 apoderats                             | - Cens: 243.925 - Votants: 150.682 (61,77%) - Abstenció: 93.252 (38,23%) - Nuls: 2.690 (1,79%) - Vàlids: 147.992 - Blancs: 3.614 (2,44%) - A candidatures: 144.378 (95,82%)  | PSE-EE  | 37.194 | 25,76% | 4         | 1   |
| Encartaciones 13 apoderats                             | - Cens: 243.925 - Votants: 150.682 (61,77%) - Abstenció: 93.252 (38,23%) - Nuls: 2.690 (1,79%) - Vàlids: 147.992 - Blancs: 3.614 (2,44%) - A candidatures: 144.378 (95,82%)  | Bildu   | 23.378 | 16,19% | 2         | 2 a |
| Encartaciones 13 apoderats                             | - Cens: 243.925 - Votants: 150.682 (61,77%) - Abstenció: 93.252 (38,23%) - Nuls: 2.690 (1,79%) - Vàlids: 147.992 - Blancs: 3.614 (2,44%) - A candidatures: 144.378 (95,82%)  | PP      | 17.466 | 12,10% | 2         | 1   |
| Encartaciones 13 apoderats                             | - Cens: 243.925 - Votants: 150.682 (61,77%) - Abstenció: 93.252 (38,23%) - Nuls: 2.690 (1,79%) - Vàlids: 147.992 - Blancs: 3.614 (2,44%) - A candidatures: 144.378 (95,82%)  | EB-B    | 6.490  | 4,50%  | 0         | 1   |
| Encartaciones 13 apoderats                             | - Cens: 243.925 - Votants: 150.682 (61,77%) - Abstenció: 93.252 (38,23%) - Nuls: 2.690 (1,79%) - Vàlids: 147.992 - Blancs: 3.614 (2,44%) - A candidatures: 144.378 (95,82%)  | Aralar  | 3.342  | 2,31%  | 0         | =   |
| Encartaciones 13 apoderats                             | - Cens: 243.925 - Votants: 150.682 (61,77%) - Abstenció: 93.252 (38,23%) - Nuls: 2.690 (1,79%) - Vàlids: 147.992 - Blancs: 3.614 (2,44%) - A candidatures: 144.378 (95,82%)  | B-LV    | 1.823  | 1,26%  | 0         | =   |
| Encartaciones 13 apoderats                             | - Cens: 243.925 - Votants: 150.682 (61,77%) - Abstenció: 93.252 (38,23%) - Nuls: 2.690 (1,79%) - Vàlids: 147.992 - Blancs: 3.614 (2,44%) - A candidatures: 144.378 (95,82%)  | UPyD    | 1.129  | 0,78%  | 0         | =   |
| Encartaciones 13 apoderats                             | - Cens: 243.925 - Votants: 150.682 (61,77%) - Abstenció: 93.252 (38,23%) - Nuls: 2.690 (1,79%) - Vàlids: 147.992 - Blancs: 3.614 (2,44%) - A candidatures: 144.378 (95,82%)  | Altres  | 1.808  | 1,25%  | ---       | --- |
| Encartaciones 13 apoderats                             | - Cens: 243.925 - Votants: 150.682 (61,77%) - Abstenció: 93.252 (38,23%) - Nuls: 2.690 (1,79%) - Vàlids: 147.992 - Blancs: 3.614 (2,44%) - A candidatures: 144.378 (95,82%)  | EAE-ANV | ---    | ---    | ---       | 1   |

a Respecte a Eusko Alkartasuna.